# Кубок Європи з бігу на 10000 метрів 2018
Кубок Європи з бігу на 10000 метрів 2018 був проведений 19 травня на стадіоні «Парламент Хілл» в Лондоні.
Програма змагань включала забіги на 10000 метрів серед чоловіків та жінок, за результатами яких визначались індивідуальні переможці та призери, а також найкращі збірні команди в командному заліку за сумою трьох найкращих результатів. Загалом у кожній дисципліні країна могла виставити до 6 атлетів (атлеток), які, за умови фінішування на дистанції, отримували медалі у командному заліку, якщо країна, яку вони представляли, посіла 1-3 місця в межах командної першості.
Кубок Європи відбувся одночасно зі змаганнями «Ніч особистих рекордів» (англ. Night of the 10,000m PBs), які були организовані клубом «Highgate Harriers» в 2013 та доволі швидко стали популярними серед бігунів та глядачів. Традиційно на фінішній прямій була організована спеціальна зона для вболівальників: на 60-метровій ділянці вони мали змогу спостерігати за забігами безпосередньо з четвертої бігової доріжки.

## Призери

### Чоловіки
| Першість | Золото | Золото     | Срібло | Срібло     | Бронза                                                                                            | Бронза     |
| -------- | --- | ---------- | --- | ---------- | ------------------------------------------------------------------------------------------------- | ---------- |
| Особиста | Ріхард Рінгер Німеччина | 27.36,52   | Мурад Амдуні Франція                                                                                          | 27.36,80   | Єманеберхан Кріппа Італія                                                                         | 27.44,21   |
| Командна | ІспаніяАдель Мечаль (27.50,56) Антоніо Абадія (28.20,45) Фернандо Карро (28.29,65) Хуан Антоніо Перес Яго Рохо Мохаммед Джеллуль | 1:24.40,66 | Велика БританіяАлександер І (27.51,94) Бен Коннор (28.31,59) Мохаммед Адан (28.39,79) Люк Трейнор Сем Стаблер | 1:25.03,32 | ФранціяМурад Амдуні (27.36,80) Флоріан Карвальйо (28.06,78) Мохаммед Сергіні (29.30,10) Янн Шрюбб | 1:25.13,68 |

### Жінки
| Першість | Золото | Золото     | Срібло                                                                                             | Срібло     | Бронза                                                                                    | Бронза     |
| -------- | --- | ---------- | -------------------------------------------------------------------------------------------------- | ---------- | ----------------------------------------------------------------------------------------- | ---------- |
| Особиста | Лона Салпетер Ізраїль                                                                                              | 31.33,03   | Анкуца Бобочел Румунія                                                                             | 31.43,12   | Шарлотт Артер Велика Британія                                                             | 32.15,71   |
| Командна | Велика БританіяШарлотт Артер (32.15,71) Луїза Смолл (32.34,73) Дженніфер Несбітт (32.38,45) Клер Дак Фає Фуллертон | 1:37.23,54 | РумуніяАнкуца Бобочел (31.43,12) Роксана Бирке (32.30,97) Крістіна Сімьйон (33.20,97) Андрея Пишку | 1:37.35,06 | НімеччинаМіріам Даттке (32.40,58) Наталі Таннер (32.44,52) Сабріна Моккенгаупт (33.00,95) | 1:38.26,05 |

## Медальний залік
До медального заліку включені нагороди за підсумками індивідуальної та командної першостей.
| Місце               | Країна              | Золото | Срібло | Бронза | Загалом |
| ------------------- | ------------------- | ------ | ------ | ------ | ------- |
| 1                   | Велика Британія     | 1      | 1      | 1      | 3       |
| 2                   | Німеччина           | 1      | 0      | 1      | 2       |
| 3                   | Ізраїль             | 1      | 0      | 0      | 1       |
| 3                   | Іспанія             | 1      | 0      | 0      | 1       |
| 5                   | Румунія             | 0      | 2      | 0      | 2       |
| 6                   | Франція             | 0      | 1      | 1      | 2       |
| 7                   | Італія              | 0      | 0      | 1      | 1       |
| Загалом (7 збірних) | Загалом (7 збірних) | 4      | 4      | 4      | 12      |

## Виступ українців
Збірна України взяла участь у змаганні в складі 9 атлетів. Наталія Стребкова, яка була первісно включена до складу збірної, не змогла взяти участь у змаганнях через проблеми з оформленням візи.
| Місце | Атлет                               | Результат   |
| ----- | ----------------------------------- | ----------- |
| 17    | Василь Коваль Житомирська область   | 28.35,44 PB |
| 20    | Дмитро Сірук Рівненська область     | 28.38,07 SB |
| 28    | Микола Нижник Київ                  | 29.09,55 PB |
| 41    | Сергій Шевченко Київ                | 29.27,11 PB |
| 46    | Іван Стребков Тернопільська область | 29.34,97 SB |

| Місце | Атлетка                             | Результат   |
| ----- | ----------------------------------- | ----------- |
| 17    | Юлія Шматенко Харківська область    | 32.57,31 PB |
| 24    | Вікторія Калюжна Донецька область   | 33.10,66 PB |
| 25    | Валерія Зіненко Полтавська область  | 33.12,30 PB |
| 33    | Наталія Легонькова Донецька область | 33.31,78 PB |